# Костюченко, Яков Яковлевич
Яков Яковлевич Костюченко (1 июня 1942, Раменское — 26 сентября 2020) — советский и российский тренер и преподаватель по гребле на байдарках и каноэ. Заслуженный тренер СССР (1976).

## Биография
Яков Яковлевич Костюченко родился 1 июня 1942 года в Раменском Московской области. С 1961 мастер спорта СССР по гребле на байдарках и каноэ.
В 1969 году окончил Смоленский государственный институт физической культуры и начал работать тренером. В 1974 году удостоен звания «Заслуженный тренер РСФСР», а в 1976 году — «Заслуженный тренер СССР».
С 1977 по 1981 год работал тренером сборной команды СССР по гребле на байдарках и каноэ. Много лет работал старшим тренером-преподавателем отделения гребли на байдарках и каноэ Республиканского училища олимпийского резерва в Бронницах.
Преподавал на кафедре теории и методики плавания, гребного и конного спорта Московской государственной академии физической культуры, в 1989 году стал доцентом.
С 2012 года член президиума Всероссийской федерации гребли на байдарках и каноэ.
Тренер женской сборной России и Центра олимпийских видов спорта Московской области.
Наиболее высоких результатов среди воспитанников Якова Яковлевича добились:
- Александр Дегтярёв — олимпийский чемпион 1976 года, серебряный призёр чемпионата мира 1974 года[6],
- Татьяна Коршунова — серебряный призёр Олимпийских игр 1976 года, четырёхкратный призёр чемпионатов мира (1974, 1977, 1979)[7][8],
- Илья Штокалов — бронзовый призёр Олимпийских игр 2016 года,
- Елена Анюшина — трёхкратный бронзовый призёр чемпионатов Европы (2014, 2015, 2017), чемпионка России[9][10][11][12].

## Награды и звания
- Почётное звание «Заслуженный тренер РСФСР» (1974).
- Медаль «За трудовое отличие» (1976).
- Почётное звание «Заслуженный тренер СССР» (1976).
- Премия губернатора Московской области (2005)[13].
- Почётная грамота Президента Российской Федерации (2010)[14].
- Почётный знак «За заслуги в развитии физической культуры и спорта».
- Почётный знак «За заслуги в развитии Олимпийского движения».
- Почётный знак «Заслуженный работник физической культуры и спорта Московской области».
- Грамота Министерства спорта РФ.